# Március 5.
Március 5. az év 64. (szökőévben 65.) napja a Gergely-naptár szerint. Az évből még 301 nap van hátra.
Névnapok: Adorján, Adrián + Adria, Adrianna, Adriel, Adrienn, Geraszim, Oliva, Olivér, Olívia, Özséb, Teofil, Virgil, Virgília

## Események

### Politikai események
- 1310 – An-Nászir Muhammad, az egyiptomi bahrí mamlúkok kilencedik szultánja  visszaszerzi a  trónt a bitorló II. Bajbarszttól.
- 1608 – Rákóczi Zsigmond lemond erdélyi fejedelmi trónjáról Báthory Gábor javára.[1]
- 1684 – XI. Ince pápa létrehozta a Szent Ligát.
- 1849 – Damjanich János és Vécsey Károly csapatai a szolnoki csatában győzelmet aratnak a császáriak fölött, és elfoglalják Szolnokot.
- 1917 – A Központi Hatalmak (a Német Császárság és az Osztrák–Magyar Monarchia) aláírják az előzetes békeszerződést a legyőzött Romániával.
- 1927 – Olasz-magyar örök barátsági szerződést ír alá Bethlen István és Benito Mussolini.
- 1938 – Darányi Kálmán miniszterelnök győri beszédében nagyarányú fegyverkezési programot hirdet meg.
- 1946 – Winston Churchill brit miniszterelnök először említi a „vasfüggönyt”, fultoni beszédében. Sokan innen számítják a hidegháború kezdetét.
- 1958 – Petrus József kivégzése.
- 1985 – Az iráni tüzérség megkezdi Baszra városának bombázását.
- 2004 – Mihail Jefimovics Fradkov Oroszország miniszterelnöke lett.
- 2008 – Elismeri Koszovó függetlenségét Szlovénia és Írország.
- 2008 – Venezuela mozgósítja egész hadseregét a szomszédos Kolumbiával kirobbant vita miatt.
- 2008 – Dél-Oszétia felkéri Oroszországot, az ENSZ-t, az Európai Uniót és a Független Államok Közösségének minden tagállamát, hogy ismerje el függetlenségét.

### Tudományos és gazdasági események
- 1979 – Az amerikai Voyager–1 űrszonda részletes felvételeket készít a Jupiter gyűrűjéről és egyes holdjairól.
- 1987 – Először indítanak csődeljárást egy jelentősebb cég, a Veszprémi Állami Építőipari Vállalat ellen.

### Kulturális események
- 1872 – A Néprajzi Múzeum első igazgatójává nevezik ki Xántus Jánost. Ennek emlékére ma ez a Néprajzi Múzeum napja.

#### Irodalmi, színházi és filmes események
- 1936 – 8. Oscar gála.

### Sportesemények
Formula–1
- 1977 –  Dél-Afrikai Nagydíj, Kyalami - Győztes: Niki Lauda  (Ferrari)

## Születések
- 1224 – Árpád-házi Szent Kinga, IV. Béla király lánya, Szent Margit és Boldog Jolán nővére, Lengyelország és Litvánia védőszentje (†  1292)
- 1324 – II. Dávid skót király († 1371)
- 1326 – I. (Nagy) Lajos magyar király († 1382)
- 1512 – Gerardus Mercator flamand térképész, a Mercator-vetület megalkotója († 1594)
- 1794 – Jacques Babinet francia fizikus, matematikus, csillagász, nevezetesek optikai kutatásai († 1872)
- 1816 – Margó Tivadar orvos, zoológus  († 1896)
- 1817 – Sir Austen Henry Layard brit köztisztviselő, diplomata, műkedvelő régész, az ókori Asszíria feltárója  († 1894)
- 1824 – Somlyai Gábor földművelő, író († 1900)
- 1843 – Emich Gusztáv magyar zoológus († 1911)
- 1871 – Rosa Luxemburg lengyel születésű német szocialista politikus († 1919)
- 1887 – Heitor Villa-Lobos brazil zeneszerző († 1959)
- 1897 – Halmai János magyar katonatiszt, országgyűlési képviselő († 1965)
- 1899 – Palasovszky Ödön költő, a magyar avantgárd mozgalom és az aktivista színjátszás jelentősebb alakja († 1980)
- 1900 – Angyal László magyar zeneszerző († 1979)
- 1905 – Taky Ferenc magyar gépészmérnök, a Budapesti Műszaki Egyetem tanára, az Elektrotechnika Tanszék újjászervezője († 1968)
- 1909 – Székely András magyar versenyúszó († 1943)
- 1914 – Philip Farkas magyar származású amerikai kürtművész és pedagógus († 1992)
- 1915 – Kilián József magyar munkás, építőipari miniszterhelyettes († 1974)
- 1920 – Luis Induni, olasz-spanyol színész († 1979)
- 1922 – Pier Paolo Pasolini olasz filmrendező († 1975)
- 1924 – Zakariás József olimpiai bajnok magyar labdarúgó, az Aranycsapat balfedezete († 1971)
- 1932
  - Gelley Kornél Jászai Mari-díjas magyar színész, érdemes művész († 1989)
  - Kazareczki Kálmán magyar közgazdász, vállalatvezető, miniszterhelyettes († 1994)
- 1933 – Kutas József magyar színész
- 1936 – Dean Stockwell amerikai színész († 2021)
- 1939 – Farkas Ibolya erdélyi színésznő, egyetemi tanár
- 1940 – Graham McRae új-zélandi autóversenyző († 2021)
- 1942 – Felipe González Márquez spanyol szocialista politikus, 1982–1996-ig miniszterelnök
- 1943 – Balázs Péter Kossuth- és Jászai Mari-díjas magyar színész
- 1948 – Huszár Erika magyar dalszövegíró († 2010)
- 1953 – Herencsár Viktória cimbalomművész
- 1953 – Marcelo Piñeyro argentin filmrendező, forgatókönyvíró, producer
- 1953 – Vass Péter magyar színész
- 1954 – Zentai Péter magyar újságíró, rádiós szerkesztő, műsorvezető, a Magyar Rádió korábbi bécsi, washingtoni és berlini tudósítója
- 1965 – Kaszás Gergő Jászai Mari-díjas magyar színész
- 1968 – Bajnai Gordon magyar miniszterelnök
- 1970 – John Frusciante (Red Hot Chili Peppers) amerikai gitáros
- 1973 – Katsumi Yamamoto japán autóversenyző
- 1974 – Eva Mendes amerikai színésznő
- 1975 – Jolene Blalock amerikai modell, színésznő
- 1975 – Luciano Burti (Luciano Pucci Burti) brazil autóversenyző
- 1982 – Nagy Ákos magyar zeneszerző
- 1985 – Macujama Kenicsi japán színész
- 1988 – Illja Kvasa ukrán műugró
- 1989
  - Sterling Knight amerikai színész
  - Jake Lloyd amerikai színész
- 1990 – Anasztaszjia Akszenova orosz úszónő
- 1992 – Ruben Blommaert belga műkorcsolyázó
- 1992 – Katona Kinga magyar színésznő
- 1993
  - Harry Maguire (labdarúgó) angol labdarúgó
  - Fred brazil labdarúgó

## Halálozások
- 1534 – Antonio da Correggio, az érett reneszánsz egyik legkiválóbb itáliai festője (* 1489)
- 1814 – Andrej Voronyihin orosz építész, a szentpétervári Kazanyi-székesegyház tervezője (* 1759)
- 1815 – Franz Anton Mesmer német orvos, csillagász, pszichiáter, pszichológus (* 1734)
- 1827 – Alessandro Volta olasz fizikus (* 1745)
- 1827 – Pierre-Simon de Laplace francia matematikus, csillagász és fizikus (* 1749)
- 1849 – Giuseppe Paganini honvéd tüzérszázados, a kaponyai ütközet hőse. (* 1804)
- 1929 – David D. Buick skót születésű amerikai gyáros, az autógyártás úttörője (* 1854)
- 1931 – Horváth Ödön költő, író, irodalomtörténész, a Magyar Tudományos Akadémia tagja (* 1854)
- 1933 – Komjádi Béla sportvezető, vízilabdázó, edző, a magyar vízilabdasport úttörője (* 1892)
- 1940 – Aczél Ilona magyar színművésznő (* 1884)
- 1945 – Balatoni Károly úszó, vízilabdázó, birkózó, sportvezető (* 1878)
- 1947 – Alfredo Casella olasz zeneszerző, zongoraművész és karmester (* 1883)
- 1953 – Joszif Visszarionovics Sztálin (er. Joszeb Dzsugasvili) grúz születésű bolsevik forradalmár, a Szovjetunió Kommunista Pártjának főtitkára, diktátor (* 1878)
- 1953 – Szergej Szergejevics Prokofjev orosz zeneszerző (* 1891)
- 1966 – Anna Ahmatova orosz (szovjet) költőnő (* 1889)
- 1974 – Bálint Lajos magyar kritikus, író, dramaturg, műfordító (* 1886)
- 1977 – Tom Pryce (Thomas Maldwyn Pryce) brit autóversenyző (* 1949)
- 1982 – John Belushi amerikai filmszínész, a Blues Brothers című film egyik főszereplője (* 1949)
- 1984
  - Pierre Cochereau francia orgonista, zeneszerző, pedagógus. (* 1924)
  - Tito Gobbi olasz operaénekes, az 1950–1970-es évek bariton sztárja (* 1913)
- 1988 – Németh János kétszeres olimpiai bajnok vízilabdázó (* 1906)
- 1998 – Rab Zsuzsa magyar költő, műfordító (* 1926)
- 2000 – Lolo Ferrari (er. neve Ève Valois) francia fotómodell, színésznő (* 1963)
- 2000 – Petrányi Gyula orvos, belgyógyász, immunológus, az MTA tagja (* 1912)
- 2005 – Ernie Devos (Ernest De Vos) kanadai autóversenyző (* 1941)
- 2007 – Csépai Dezső kenus, sebészorvos (* 1953)
- 2011 – Kopasz Márta magyar festő- és grafikusművész (* 1911)
- 2013 – Dosztál Béla magyar közgazdász, forradalmár, az 1956-os forradalom egyik székesfehérvári vezető személyisége (* 1923)
- 2013 – Hugo Chávez venezuelai elnök (1999–2013) (* 1954)
- 2014 – Gosztonyi János magyar színész, rendező (* 1926)
- 2017 – Simon Károly, ipari formatervező, művészetpedagógus (* 1941)

## Nemzeti ünnepek, emléknapok, világnapok
- A Néprajzi Múzeum napja (1872-ben ezen a napon nevezték igazgatóvá Xántus Jánost
- Vanuatu: a hagyományos törzsi vezetők (custom chiefs) napja
- A disszociatív személyiségzavar napja[2]